# Награда Круна успеха
Награду „Круна успеха" додељује дародавац Сава Петровић најбољим дипломцима београдског универзитета. Награда се састоји од часовника познате швајцарске марке „Ролекс“. Порука коју она носи је да „време пролази и треба га користити на прави начин”. Награде је додељује петочлани жири састављен од три професора Београдског универзитета, представника амбасаде Швајцарске и представник породице дародавца.
При избору кандидата ни води се рачуна само о успеху током студија, већ и о зрелости и комплетности личности. Награда је први пут додељена 2006. године. Награда треба да постане традиционална и да се сваке године уручује у децембру. Свечаном уручивању награде у Скупштини града су присуствовали принц Александар Карђорђевић, ректор Београдског универзитета, амбасадор Швајцарске...

## Добитници награде
Награде су добили:
- Валентина Цветковић, најбољи студент Правног факултета са просечном оценом 10. и
- Борко Ковачевић, који је завршио Факултет организационих наука, са просечном оценом 9.26. Борко је и члан „Менсе“.

## Kонтроверзе
Награда је изазвала доста контроверзе у јавности због изузетно велике вредности награде. Једни су то назвали непримерним, док су други констатовали да знање треба да се „исплати”.